# 파륙한발릉
파륙한발릉(破六韓拔陵, ? ~ ?)은 북위(北魏)의 육진의 난 당시 반란 지도자이며, 옥야진(沃野鎭) 출신이다.

## 생애
524년 옥야진(沃野鎭) 주민들을 모아 옥야진장(沃野鎭將)을 살해했으며, 곧바로 제위에 오른 뒤 연호를 진왕(眞王)으로 하였다. 이후 부장(部將)인 위가고(衛可孤)를 보내어 무천진(武川鎭)과 회삭진(懷朔鎭)을 공격하였으며, 고평진(高平鎭)의 호침(胡琛)이 이에 호응해 반란에 참가하였다. 그 뒤 오원(五原)에서 원욱(元彧)을 격파하였으며, 백도(白道)에서 이숙인(李淑仁)을 상대로 승리하였다. 이후 이숭(李崇)이 공격해오자 그 부하인 최섬(崔暹)을 격퇴하였으며, 결국 이숭은 파직되었고 원연(元淵)이 그 뒤를 잇게 되었다.
그 뒤 525년 유연(柔然)의 군주 아나괴(阿那瓌)가 북위(北魏)를 구원하기 위해 10만의 군사를 파병해 옥야진과 무천진을 공격하자 연패했으며, 이후 원연을 포위하는 데 성공했으나 하발승(賀拔勝)에게 패해 철수하였다. 또한 자신들을 지원하던 철륵(鉄勒)이 우근(于謹)에 공격당하는 등 세력이 악화되었으며, 그 뒤 원연의 복병에 패해 도주한 뒤 유연의 군사에 패배하여 오가하(烏加河)로 도망하여 이후 행적이 알려져 있지 않다.